# Parafia Wniebowzięcia Najświętszej Maryi Panny w Rybnickiej Kuźni
Parafia pw. Wniebowzięcia Najświętszej Maryi Panny w Rybnickiej Kuźni – parafia rzymskokatolicka w dekanacie golejowskim, istniejąca od 22 marca 1981 roku. Kościół poświęcił abp Damian Zimoń w 1996 roku.

## Historia[1]
Przed powstaniem parafii msze odbywały się w kaplicy Wniebowzięcia Najświętszej Maryi Panny powstałej w 1922 roku. Dnia 24 czerwca 1975 roku dotychczasowy wikariusz Parafii Matki Bożej Bolesnej ks. Franciszek Kubin został mianowany rektorem kaplicy z poleceniem utworzenia samodzielnego duszpasterstwa w Rybnickiej Kuźni.
Parafię ustanowiono dnia 22 marca 1981 roku, a w latach 1980-1992 wybudowano kościół. Świątynię poświęcił abp Damian Zimoń dnia 16 października 1996 roku.

### Gazetka parafialna
W parafii wydawany jest tygodnik „Wniebowzięta”.